# Liste des préfets de Seine-et-Marne
Liste des préfets du département français de Seine-et-Marne. Le siège de la préfecture est à Melun.

## Liste des préfets

### Consulatet duPremier Empire(1800 - 1814 et 1815)
| Période          | Période          | Identité                                        | Fonction précédente | Observation |
| ---------------- | ---------------- | ----------------------------------------------- | --- | --- |
| 2 mars 1800      | 2 décembre 1800  | François Alexandre Frédéric de La Rochefoucauld | Officier au régiment de La Rochefoucauld-cavalerie                                                                                             | Ambassadeur près la cour de Saxe (an XII) Ambassadeur près la cour de Vienne (1805) Ambassadeur près le Royaume de Hollande (1809) Pair des Cent-Jours Député à la Chambre (1822-1824, 1828-1831) Pair de France (1831) |
| 2 décembre 1800  | 28 octobre 1801  | Jean-Baptiste Collin de Sussy                   | Régisseur des douanes nationales (1792), 1er Préfet de la Drôme (1800)                                                                         | Ministre des Manufactures et du Commerce (1812) |
| 28 octobre 1801  | 11 novembre 1810 | Joseph-Jean Lagarde                             | Avocat au Parlement de Flandres Substitut du procureur du roi aux Eaux et forêts Secrétaire général de l'administration du département du Nord | |
| 30 novembre 1810 | 26 février 1814  | Adrien Godard d'Aucour de Plancy                | Sous-préfet de Soissons (1804-1805) Préfet de la Doire (1805-1808) Préfet de la Nièvre (1808-1810)                                             | (1re période). Nommé Maître des requêtes au conseil d'État (honoraire) |
| 26 février 1814  | 6 avril 1815     | Alexandre Jean Feutrier                         | Auditeur au conseil d'État | (Attaché extraordinairement à la préfecture de Seine-et-Marne). Nommé Maître des requêtes au conseil d'État. |

### Restauration(1814-1815 et 1815-1830)
| Période         | Période         | Identité                           | Fonction précédente                               | Observation                                                                                            |
| --------------- | --------------- | ---------------------------------- | ------------------------------------------------- | --- |
| 6 avril 1815    | 15 juillet 1815 | Adrien Godard d'Aucour de Plancy   | Maître des requêtes au conseil d'État (honoraire) | (2e période) Maintenu à la première Restauration et aux Cent-Jours                                     |
| 15 juillet 1815 | 3 juillet 1820  | Auguste-Jean Germain de Montforton | Préfet de Saône-et-Loire                          | Maître des requêtes au conseil d'État depuis 1818, Pair de France depuis 1819, il démissionne en 1820. |
| 3 juillet 1820  | 23 août 1830    | Michel-Augustin de Goyon           | Préfet de l'Eure                                  | Sans emploi après la Révolution de Juillet 1830                                                        |

### Monarchie de Juillet(1830-1848)
- Étienne François Marie Boby de la Chapelle : 23 août 1830
- Alexandre Charles Nicolas Amé de Saint-Didier : 4 décembre 1832
- Gabriel Charles Le Bègue de Germiny : 10 novembre 1838
- Alexis Aimé Joseph de Monicault : 11 décembre 1841

### Deuxième République(1848-1851)
- Oscar Thomas Gilbert du Motier de La Fayette : 29 février 1848
- Eugène, comte Guyot : avril 1848
- Eugène Antoine Lagarde : 2 mai 1848
- Jacques François Augustin Touret : 28 juin 1849
- Louis Charles Marie de Vincent : 7 mars 1851
- Henry Bernard Albin Le Rat de Magnitot : 26 novembre 1851

### Second Empire(1851-1870)
- Pierre Prudent Adolphe de Bourgoing : 4 novembre 1853
- Paul Marie Henri Gaston Verbigier de Saint-Paul : 26 novembre 1860
- Marie Louis Césaire de Lassus de Saint-Genies : 14 décembre 1860
- Alexis Stanislas Dieudonné de Levezou de Vésins : 29 décembre 1866
- Jean Marie François Léon Chamboduc de Saint-Pulgent : 26 novembre 1869

### Troisième République(1870-1940)
- Hippolyte Rousseau : 6 septembre 1870
- Charles Robert de Chambon : 26 mars 1871
- Louis-Alexandre Foucher de Careil : 5 mai 1872
- Gustave Guyot de Villeneuve : 9 juin 1873
- Pierre Mahou : 13 avril 1876
- Charles Patinot : 18 décembre 1877
- Paul Deschanel : août 1881
- Antoine Lagarde : 21 octobre 1883
- Jean Chapron : 11 novembre 1886
- Antoine Léon Stéhelin : 18 novembre 1886
- Jean Reboul : 10 janvier 1888
- Joseph Bret : 13 octobre 1896
- Paul Boegner : 16 juillet 1898
- Ambroise Gilbert : 13 juin 1906
- Olivier Bascou : 13 janvier 1908
- David Dautresme : 7 février 1914
- Paul Peytral : 13 août 1919
- Louis Garipuy : 20 août 1924
- Frédéric Kuenzé : 16 mai 1931
- Émile Sassier : 1er juillet 1932
- Charles Touzet : 1er mai 1934
- Hyacinthe Charles Tomasini : 12 décembre 1935
- Pierre Voizard : 6 juin 1939

### Vichy(1940-1944)
- Jean Chaigneau : 14 novembre 1941
- Paul Demange : 26 avril 1943

### GPRFet de laQuatrième République(1944-1958)
- Jean Latour : 29 août 1944
- Émile Pelletier : 15 mars 1945
- André Dubois : 11 juin 1947
- Camille Ernst : 26 juillet 1950
- Germain Vidal : 19 novembre 1953

### Cinquième République(depuis1958)
| Période          | Période          | Identité            | Fonction précédente                                                   | Observation                                                             |
| ---------------- | ---------------- | ------------------- | --------------------------------------------------------------------- | ----------------------------------------------------------------------- |
| 22 janvier 1962  |                  | Jean Verdier        |                                                                       |                                                                         |
| 12 juillet 1967  |                  | Gilbert Philipson   |                                                                       |                                                                         |
| 13 décembre 1968 |                  | Jean Vaujour        |                                                                       |                                                                         |
| 16 décembre 1969 |                  | Charles Rickard     |                                                                       |                                                                         |
| 10 mars 1975     |                  | Jacques Solier      |                                                                       |                                                                         |
| 27 avril 1978    |                  | Roland Faugère      |                                                                       |                                                                         |
| 13 décembre 1978 |                  | Jacques Brachard    |                                                                       |                                                                         |
| 22 juillet 1982  |                  | Pierre Verbrugghe   |                                                                       |                                                                         |
| 7 juillet 1983   |                  | Albert Lacolley     |                                                                       |                                                                         |
| 6 août 1985      |                  | Christian Blanc     |                                                                       |                                                                         |
| 17 avril 1989    | 21 février 1991  | Michel Besse        |                                                                       | Nommé préfet de la région Basse-Normandie, préfet du Calvados           |
| 21 février 1991  | 6 juillet 1995   | Gérard Deplace      | Directeur de l'administration territoriale et des affaires politiques | Nommée préfet hors cadre                                                |
| 6 juillet 1995   | 22 janvier 1998  | Didier Cultiaux     | Haut-commissaire de la République en Nouvelle-Calédonie               | Directeur général de la police nationale                                |
| 22 janvier 1998  | 23 novembre 2001 | Cyrille Schott      | Préfet du Haut-Rhin                                                   | Nommée préfet du Pas-de-Calais                                          |
| 23 novembre 2001 | 16 janvier 2004  | Bernard Coquet      | Préfet hors cadre                                                     | Nommé préfet hors cadre                                                 |
| 16 janvier 2004  | 21 juin 2007     | Jacques Barthélemy  | Préfet de Maine-et-Loire                                              | Nommé préfet de la région Franche-Comté, préfet du Doubs                |
| 5 juillet 2007   |                  | Michel Guillot      | Préfet du Haut-Rhin                                                   |                                                                         |
| 1er avril 2010   |                  | Jean-Michel Drevet  |                                                                       |                                                                         |
| 27 mai           |                  | Pierre Monzani      | Préfet de l'Allier                                                    |                                                                         |
| 30 juillet 2012  | 31 juillet 2014  | Nicole Klein        | Directrice générale de l'agence régionale de santé d'Aquitaine        | Nommée préfète de la région Picardie, préfète de la Somme               |
| 31 juillet 2014  | 22 juin 2017     | Jean-Luc Marx       | Préfet de La Réunion                                                  | Nommé préfet de la région Grand Est, préfet du Bas-Rhin                 |
| 12 juillet 2017  | 15 janvier 2020  | Béatrice Abollivier | Préfète de Maine-et-Loire                                             | Sera appelée à de nouvelles fonctions.                                  |
| 15 janvier 2020, | 19 juillet 2021  | Thierry Coudert     | Préfet de l'Eure                                                      | Appelé à d’autres fonctions à l’inspection générale de l’administration |
| 19 juillet 2021  | 3 août 2023      | Lionel Beffre       | Préfet de l'Isère                                                     | Directeur de cabinet du ministre.des Outre-mer                          |
| 6 septembre 2023 |                  | Pierre Ory          | Préfet du Maine-et-Loire                                              |                                                                         |

## Sous-préfets

### Sous-préfets de Fontainebleau
- Chantal Manguin-Dufraisse (2012-2015)

### Sous-préfets de Meaux
- Jean-Noël Humbert (2011-2016)

### Sous-préfets de Provins
- Evelyne Guyon (2013-2016)

### Sous-préfets de Torcy
Dernière née des sous-préfectures de France, elle a ouvert ses portes au public le 2 janvier 2006 et a été inaugurée le 11 juillet 2006.
- Gérard Branly (2015-....)